# خيبر-1
خيبر-1 ، هي صواريخ قصيرة المدى صناعة سورية تم تزويد حزب الله بها من قبل الجيش السوري ، عرض حسن نصر الله صاروخ خيبر-1 على قناة المنار وقت حرب تموز.
قامت المقاومة الإسلامية خلال حرب تموز بإطلاقها من لبنان على بعض المدن الإسرائيلية كمدن حيفا والعفولة والخضيرة وبيسان.

## مصدر
1. ↑  "Hezbollah's Rocket Blitz - by David Eshel". Defense Update. 29 أكتوبر 2006. مؤرشف من الأصل في 2017-12-22. اطلع عليه بتاريخ 2013-10-19.
2. ↑  "JPost | French-language news from Israel, the Middle East & the Jewish World". Fr.jpost.com. 15 أكتوبر 2013. مؤرشف من الأصل في 2014-10-16. اطلع عليه بتاريخ 2013-10-19.